# Constantin Andreou
Constantin Andréou (in greco Κωνσταντίνος Ανδρέου?; San Paolo, 24 marzo 1917 – Atene, 8 ottobre 2007) è stato un pittore e scultore greco di origine brasiliana, la cui carriera ha ricoperto sei decadi.
È considerato da molti critici, come un'artista che è stato capace di affermarsi all'interno dell'arte internazionale del XX secolo.
Una grande influenza nella sua arte è data dagli anni trenta, decennio segnato dallo scontro fra le diverse ideologie politiche,.

## Biografia

### Primi anni di vita (1917-1945)
Constantin Andréou nasce a San Paolo (in Brasile) nel 1917 da genitori greci emigrati in Brasile anni prima.
Nel 1925 ritorna in Grecia con la sua famiglia e vive ad Atene fino alla fine della seconda guerra mondiale. Proprio nel corso di questi anni nasce il suo interesse per la scultura, contemporaneamente lavora come falegname e studia disegno tecnico. Si laurea nel 1935, anno in cui inizia a dedicarsi interamente alla scultura, inizialmente come autodidatta e poi consigliato da un insegnante.
Nel 1940 la Grecia entra in guerra in favore degli alleati e nel 1941 viene occupata dalle truppe naziste e italiane. Durante il periodo di occupazione, egli diventa membro attivo della resistenza greca. Nonostante la guerra, Andréou continua a dedicarsi alla sua arte fino a quando nel 1945 vince una borsa di studio francese, che gli permette di trasferirsi a Parigi, prima nel quartiere di Montparnasse, poi a Essonne.

### Vita a Parigi (1945-2002)
Nel 1947 Andréou inizia ad usare una nuova tecnica personale, la quale prevede l'uso di fogli di rame saldati. Questa nuova tecnica, gli permette di creare un nuovo modo con cui esprimere la sua arte.
A Parigi, fa la conoscenza di diverse personalità importanti dell'epoca, fra cui Le Corbusier (con cui lavora fino al 1953) e Jean-Paul Sartre.
Verso la fine del decennio, Andréou viene riconosciuto nell'arte francese, tanto da essere considerato allo stesso livello di Mondrian, Picasso e Gastaud.
A La Ville-du-Bois trova lo spazio ideale per dare vita alle sue opere giganti e perfezionare la tecnica dell'ottone saldato, di cui è inventore. 
Dona al comune di Ville-du-Bois un'opera monumentale in bronzo, La Maternité, eretta di fronte alla Salle de l'Escale, e offre un monumentale affresco su legno, Le Cirque, alla biblioteca nominata in suo onore nel 1998.
Nel 1988 riceve il Gran Premio Anton Pevsner per tutto il suo lavoro, nel 2000 la Croce dei Cavalieri della Legione d'Onore dalle mani del Ministro della Cultura Catherine Tasca, ed è nominato nel 2001 commendatore dell'ordine delle arti e delle lettere.

### Ultimi anni e morte (2002-2007)
Dopo essersi dedicato instancabilmente alle sue creazioni, senza preoccuparsi della sua notorietà, Andréou si ritira in Grecia nel 2003 sull'isola di Egina. 
Muore l'8 ottobre 2007 nella casa ad Atene, Grecia.
Nel 1991 nasce l'associazione "Amici di Andreou" con sede al numero uno del boulevard de Montmorency a Parigi.

## Esposizioni
1946: Cité internationale universitaire de Paris, Parigi
1951: Galleria Laboitie, Parigi
1954:
- Galleria Simone Badinier, Parigi
- Museo d'Arte Moderna, San Paolo (Brasile)
- United States Center, Rio de Janeiro (Brasile)

1955: Galleria Palais-Royal, Parigi
1956: Chez Marc Voux, Parigi
1958:
- Galleria Monique de Groote, Bruxelles (Belgio);
- Galleria Contacts, Liège (Belgio)

1959:
- Chez le Dr.Paul Gray, Saint-Jeorie-en-Faucigny
- Galleria Gérard Mourge, Parigi
- Galleria Numaga, La Chaux-de-Fonds (Svizzera)
- Galleria d'Arte, Amiens
- Galleria Arlet, Monaco

1960: Galleria Lauverlin, Strasburgo
1961:
- Galleria Pierre Domec, Parigi
- Malmö Art Museum Malmö (Suède)

1964: Galleria La Hune, Parigi
1966: Galleria Nidrecourt, Parigi
1967: Galleria Hilton, Atene (Grecia)
1968: Galleria La Demeure, Parigi
1969:
- Sala municipale delle feste, Chlâons-en-Champagne
- Galleria la Muraille, Parigi
- Galleria I.Cressot, Parigi
- Galleria Langlois, Parigi

1970:
- Galleria Simone Badinier, Parigi
- Galleria du Fleuve, Bordeaux

1971:
- Musée du Havre (esposizione retrospettiva), Le Havre
- Centro Spatial, Brétigny-sur-Orge
- Galleria Simone Badinier, Parigi
- Septentrion, centro culturale di Bondus

1972: A. Remon, decoratore, Parigi
1973:
- Septentrion, Centre culturel de Bondus
- Galleria du Fleuve, Bordeaux

1974: Galleria Maison d'Alsace, Mulhouse
1976 : Espace Cardin, Parigi
1977:
- Galleria Maison d'Alsace, Parigi
- Palais de Brest

1978:
- Cours Albert, Marseille
- Ladca, Longjumeau

1979:
- Trito Mati Gallery, Atene (Grecia)
- Galleria Salla Basse Ymarthires

1981: Galleria d'Arte Moderna Roswitha Kunstercude, Dortmund, Germania
1982:
- Galleria Elpida, Atene (Grecia)
- Rétrospective au Salon d'automne, Parigi

1983:
- Galleria hotel Astra, Parigi
- Galleria Vikers Romeo, Parigi
- Galleria Évasion par l'Art, Brétigny-sur-Orge
- Galleria Anne Mome Heyreauld, Sancerre

1985: Galleria Santegelo, Parigi
1986:
- K.7 Art Gallery, Salonicco (Grecia)
- Galerie Librairie la Marge, Ajaccio

1987: Galleria Antinor, Atene (Grecia)
1988:
- Salon de Cholet (ospite d'onore), Cholet
- Casa della cultura, Grones

1990: Salon de Rueil-Malmaison (ospite d'onore), Rueil-Malmaison
1991:
- Château de Logis, Brécey
- Torigny

1992:
- Vafopoulio Cultural Center, Salonicco (Grecia)
- Rétrospective dans le cadre du Marché commun (ospite d'onore), Gonesse
- Salon d'Antony (ospite d'onore), Antony

1993:
- Salon Les Amis des Arts (ospite d'onore)
- Galleria Colette Dubois, Parigi

1994: Galleria Irmos, Salonicco (Grecia)
1995:
- Salon du dessin et de la peinture à l'eau (ospite d'onore), Parigi
- Centro Culturale, Les Clayes-sous-Bois
- Musée de l'Orangerie, Meudon, insieme a Raymond Guerrier
- Museo di Saint-Pol-de-Léon

1998:
- Chez Éric Chaix, Parigi
- Galleria Municipale di Atene (retrospettiva), Atene (Grecia)

1999:
- Museo Larnaca (retrospettiva), Larnaca (Cipro)
- Biblioteca Constantin Andréou, La Ville-du-Bois

2004: Teloglion Foundation of Art, Salanicco (Grecia)
2005: Bistrot Paris-Athènes de l'Institut français d'Athènes, Atene (Grecia)
Constantine Andréou ha inoltre partecipato durante i suoi anni di attività a biennali ad Anversa, nei Paesi Bassi, a Parigi, alla Biennale di Venezia e in Jugoslavia.

## Premi
- Gran Prix d'Antoine Pevsner
- Croix de Chevalier de la Légion d'honneur, 2000
- Officier de l'Ordre des Arts et des Lettres, 2005[3]

## Filmografia
- 1960: Andréou, di Robert Lapoujade. bianco e nero, sceneggiatura di Jean-Louis Ferrier.
- 1970: Andréou, di Micos, produzione di Pierre Chabertier.
- 1974: Andréou, produzione di FR3 France Série.
- 1997: Andréou, un artiste de la Ville-du-Bois, realizzato da Christophe Ramage.